# Santo Domingo de los Colorados
Santo Domingo de los Colorados ist eine Stadt in Ecuador. Sie hat offiziell (1. Januar 2005) 238.325 Einwohner und ist damit die viertgrößte Stadt des Landes. Sie ist seit 1967 Hauptstadt des Kantons Santo Domingo, seit 1997 Sitz des katholischen Bistums Diocesis Coloratensis und seit 2007 Hauptstadt der neuen Provinz Santo Domingo de los Tsáchilas.

## Geographie und Urbanisierung
Santo Domingo de los Colorados liegt auf 600 m Höhe am Fuß der Westanden. In seiner Umgebung finden sich tropischer Regenwald und zahlreiche Plantagen tropischer Erzeugnisse. Das Klima ist bei Tagesdurchschnittstemperaturen von ca. 25 °C von hoher Luftfeuchtigkeit und Niederschlagsmenge geprägt, die Santo Domingo den Beinamen „Stadt des ewigen Nebels“ eingebracht haben. In den Regenwäldern und Naturschutzgebieten der Umgebung leben Hunderte von tropischen Vogel- und Schmetterlingsarten.
Santo Domingo liegt 79 km westlich von Quito in der an die Provinzen Pichincha, Cotopaxi (Südosten), Los Ríos (Südwesten), Manabí und Esmeraldas grenzenden Provinz Santo Domingo de los Tsáchilas, die 2007 aus dem Kanton Santo Domingo im Westen der Provinz Pichincha gegründet wurde. Seit der Fertigstellung der 130 km langen Straße nach Quito (1947), die einen Höhenunterschied von mehr als 2.200 Metern überwindet, ist Santo Domingo ein Verkehrsknotenpunkt, über den man von der nördlichen Sierra Ecuadors die Küstenprovinzen Esmeraldas, Manabí und Guayas erreichen kann.
Diese Straße ist auch verantwortlich für das enorme Wachstum Santo Domingos seit den 1940er Jahren, da sie einen Zustrom von Siedlern und das Entstehen offizieller, aber auch unkontrollierter und mangelhaft erschlossener Ansiedlungen (invasiones) mit sich brachte und noch immer bringt, worunter mitunter die Natur und die Ureinwohner des Gebietes, die Colorados/Tsáchilas, sehr gelitten haben. Wahrscheinlich mehr als 80 % der Einwohner der Stadt stammen nicht aus der Provinz Pichicha, sondern aus anderen Landesteilen (Provinzen Manabí, Loja, Bolívar, Tungurahua, Chimborazo) und dem Süden Kolumbiens.
Nach Schätzungen liegt die Einwohnerzahl weit über der offiziell angegebenen zwischen 300.000 und 500.000 Menschen.

## Geschichte

### Stadt und Kanton
Santo Domingo de los Colorados ist ein „Schmelztiegel“, der erst seit den 1930er und 1940er Jahren durch den Bau und den Verkehr von Straßen, die von Quito an die Küste führen und sich in Santo Domingo verzweigen und große Migrantenströme anzogen, zur Stadt geworden ist.
In der Kolonialzeit gehörte die wenige besiedelte Gegend um das heutige Santo Domingo zur Provincia de Yumbos, später zur Governación de las Esmeraldas der Real Audiencia de Quito. Die Bezeichnung Santo Domingo für das Gebiet entstand vermutlich um 1660 im Zuge von Missionsbemühungen der Dominikaner. Auf der 1750 gedruckten Karte von Pedro Vicente Maldonado findet sich die Regions- bzw. Stammesbezeichnung Colorados de S. Domingo. 1861 wurde als Verwaltungseinheit das ländliche Kirchspiel (parroquia rural) Santo Domingo eingerichtet. Unter der Regierung des Diktators Gabriel García Moreno begann 1871 die Anlage eines Transportweges nach Manabí, der über Santo Domingo führte und die erste Einwanderungswelle mit sich brachte, die vor allem aus Tagelöhnern, Gummizapfern und Arbeitern für Straßenbau und Haciendas bestand. Als Gründungsdatum Santo Domingos wird manchmal der 29. Mai 1883 genannt, an dem das Kirchspiel vom Kanton Quito in die Oberherrschaft des neu eingerichteten Kantons Mejía überwechselte.
1899 wurde das Pueblo de Santo Domingo de los Colorados gegründet und damit die erste offizielle Siedlerkolonie. Während der ersten Jahrzehnte des 20. Jahrhunderts hatte diese jedoch nicht mehr als 500 Einwohner.
In den 1930er und 1940er Jahren kam ein seit 1919 betriebenes weiteres Straßenbauprojekt zum Abschluss: 1947 wurde die Straße von Quito über Aloag nach Santo Domingo fertiggestellt, die 1949 in Esmeraldas die Küste erreichte.
Seit den 1950er Jahren wuchs die Stadt darüber hinaus, da die Regierung nach einer Dürreperiode in der südlichen Andenregion die Ansiedlung von dort ihrer Lebensgrundlage beraubten Bauern in der Umgebung von Santo Domingo betrieb. So konnte auch eine umfassendere Landreform in der Sierra umgangen werden.
Santo Domingo entwickelte sich schnell zu einem Zentrum der lokalen Land- und Plantagenwirtschaft, die vor allem von der in den 1960er Jahren weltweit steigenden Nachfrage nach Bananen und Palmöl profitierte.
Am 3. Juni 1967 wurde der Kanton Santo Domingo auf einer Fläche von 3.857 km² als Verwaltungseinheit der Provinz Pichincha eingerichtet.
1987 wurde in Santo Domingo durch die römisch-katholische Kirche eine Apostolische Präfektur eingerichtet, die 1996 zum Bistum erhoben wurde. Der erste Bischof war der (heute emeritierte) Deutsche aus dem Landkreis Sigmaringen stammende Emil Stehle.
Am 26. November 2006 sprachen sich in einer Volksbefragung 83,6 % der Wähler aus dem Kanton dafür aus, dass ob der bisherige Kanton Santo Domingo de los Colorados zur Provinz erhoben werden soll (6,5 % stimmten mit nein, die übrigen abgegebenen Stimmzettel waren leer oder ungültig). Das „Provinzialisierungskomitee“ leitete anschließend einen entsprechenden politischen Prozess ein, dem aber der ecuadorianische Präsident und der Nationalkongress zustimmen müssen. Die Situation konkretisierte sich im Oktober 2007, als gemeinsam mit der neuen Provinz Santa Elena auch die Provinz Santo Domingo eingerichtet wurde.

### Die Colorados / Tsáchilas
Der Namensbestandteil de los Colorados leitet sich von der indigenen Gemeinschaft der Tsáchilas (dt. „wahre/echte Menschen“) her, die von spanischsprachigen Ecuadorianern Colorados genannt werden. Die Bezeichnung Colorados (span. für „Gefärbte“/„Bunte“) rührt daher, dass sich vor allem die Männer traditionell mit Farbstoffen aus Achiotesamen die Haare rot färbten. Diese Tradition hat aber heute stark an Bedeutung verloren und wird fast nur noch von Gemeinden gepflegt, die regelmäßig von Touristen besucht werden. Auch die traditionelle Kleidung mischt sich zunehmend mit „westlicher“ Importware. Die Tsáchiles sprechen eine eigene Sprache, das Tsafiki, das mit dem cha'palaachi der benachbarten Chachi verwandt ist und von manchen Forschern zur (umstrittenen) Sprachfamilie des Chibcha gerechnet wird. Tsafiki/Colorado hat den Sprachcode sai nach ISO 639-2 und COF nach SIL. Die Tsáchilas sind eine der wenigen präinkaischen Kulturen, die noch existieren. Durch die Ausbreitung Santo Domingos und Anpassung an das Stadtleben durch viele Angehörige ist ihre Kultur aber vom Aussterben bedroht. Derzeit gibt es noch etwa 200 Familien, die auf mehr oder weniger traditionelle Art auf ca. 8.000–10.000 Hektar Regenwald leben. Für das Land erhielten sie 1978 offizielle Besitztitel, die aber bei illegalen Landbesetzungen durch Neusiedler (invasiones) nur schwer durchgesetzt werden können. Heute leben diejenigen Tsáchilas, die sich nicht dem Leben in Santo Domingo angepasst haben, vor allem von der Landwirtschaft (Bananen, Kaffee, Mais und Yuka) und arbeiten in einigen Fällen als Fremdenführer durch die artenreichen Wälder. In Santo Domingo selbst erinnern heute vor allem die Namen von Hotels, Straßen und Plätzen sowie ein großes Eisendenkmal für die Colorados im Zentrum eines Kreisverkehrs westlich der Innenstadt an die Tsáchilas.

## Wirtschaft und Infrastruktur
Santo Domingo de los Colorados ist vor allem Umschlagplatz der örtlichen Plantagenwirtschaft, bevor deren Produkte in die Großstädte des Landes und ins Ausland transportiert werden. Hauptkulturen derselben sind Bananen, Ölpalme, Zuckerrohr, Kaffee, aber auch Früchte wie Ananas, Papaya, Maracuja und tropische Blumen. Aus Palmen wie Bananen wird Palm- und auch Bananenöl gewonnen.
Auch die Vieh- und Milchwirtschaft hat in den letzten Jahrzehnten einen deutlichen Aufschwung erfahren und nimmt heute mehr als 50 % der Fläche des Kantons Santo Domingo in Anspruch.
Santo Domingo ist noch immer die am schnellsten wachsende Stadt Ecuadors und zeigt die Ansichten der raschen Urbanisierung von Städten in Entwicklungsländern: die Siedlung erfolgt oft unkontrolliert und illegal, ist mit Naturzerstörung verbunden und führt zu Vierteln ohne oder mit nur sehr grundlegender Infrastruktur. Die Arbeitslosigkeit bzw. Unterbeschäftigung ist hoch, so dass ein nicht unbeträchtlicher Teil der Bevölkerung sich dem Straßen- und Kleinhandel widmet.
In der Stadt befindet sich seit 1986 ein Campus der Universidad Tecnológica Equinoccial (Quito). Dort werden vor allem Agrarökonomie, Landwirtschaftstechnik, Forstwirtschaft, Elektrotechnik und Betriebswirtschaftslehre unterrichtet.

## Sehenswürdigkeiten
Santo Domingo selbst bietet eher den Anblick einer unordentlichen, unattraktiven, schnell wachsenden frontier city und ist damit touristisch von geringem Interesse.
Der Tourismus ist vor allem ökologischer Art: Auf dafür eingerichteten Haciendas und in Naturreservaten in der Umgebung sind besonders Vogel- und Schmetterlingsbeobachtung sowie Fischen beliebte Aktivitäten.

## Persönlichkeiten
- Ivo Schaible (1912–1990), Pater und Künstler
- Emilio Lorenzo Stehle (1926–2017), Altbischof von Santo Domingo de los Colorados
- Yuliana Angulo (* 1994), Leichtathletin
- Cristian Ramírez (* 1994), Fußballspieler
- Carlos Gruezo (* 1995), Fußballspieler
- Moisés Caicedo (* 2001), Fußballspieler
- José Hurtado (* 2001), Fußballspieler

## Municipio
Das Municipio Santo Domingo de los Colorados hat eine Fläche von 1093 km². Beim Zensus 2010 betrug die Einwohnerzahl von 305.632. Das Municipio ist in 7 Parroquias urbanas gegliedert.

### Abraham Calazacón
Die Parroquia Abraham Calazacón (⊙) liegt im Westen der Stadt.

### Bombolí
Die Parroquia Bombolí (⊙) liegt im Nordwesten der Stadt.

### Chiguilpe
Die Parroquia Chiguilpe (⊙) liegt im Südosten der Stadt.

### Río Toachi
Die Parroquia Río Toachi (⊙) liegt im Nordosten der Stadt und reicht bis zum namengebenden Fluss Río Toachi.

### Río Verde
Die Parroquia Río Verde (⊙) liegt im Südwesten der Stadt.

### Santo Domingo
Die Parroquia Santo Domingo bildet das Stadtzentrum von Santo Domingo de los Colorados.

### Zaracay
Die Parroquia Zaracay (⊙) liegt ostzentral in Santo Domingo de los Colorados.